# Fortaleza do Tabocão
Fortaleza do Tabocão es un municipio brasileño del estado del Tocantins. Se localiza a una latitud 09º03'26" sur y a una longitud 48º31'08" oeste, estando a una altitud de 0 metros. Su población estimada en 2004 era de 2.630 habitantes.